# ニーナ・ラドイチッチ
ダニツァ・ラドイチッチ（セルビア語:Даница Радојчић / Danica Radojčić、1989年5月27日 - ）、芸名:ニーナ（Нина / Nina）は、セルビアの歌手である。ラドイチッチは同年5月にドイツのデュッセルドルフで行われるユーロビジョン・ソング・コンテスト2011にセルビア代表として参加した。
セルビアの首都・ベオグラードに生まれたダニツァ・ラドイチッチは、幼い頃より音楽への関心が高く、6歳のころより音楽学校に通いはじめる。その後音楽学校に通いながら中等学校を卒業し、大学で薬学を学んでいる。
子どもの頃から児童文化センターなどを通じて音楽活動をしており、音楽祭「ズラトナ・シレナ（金の角）」では3度の優勝と特別賞を受賞している。2003年以降、歌手や作曲家として国内外で各種の音楽祭に参加を続け、イギリスでの「コヴェントリー・ピース・マンス（Coventry Peace Month）」にも参加した。ブルガリアで行われた「スレブルナ・ヤントラ（Srebrna Jantra）」では歌手として優勝を収めている。
2010年2月、「リーガル・セックス・デパートメント（Legal Sex Department）」というバンドを結成した。
2011年2月、セルビア国営放送によるユーロビジョン・ソング・コンテスト201のセルビア代表選考に参加し、クリスティーナ・コヴァチュ作曲の「Čaroban」を歌って優勝を収めた
。ユーロビジョン・ソング・コンテスト本戦では、準決勝を6位で通過し、決勝では14位となった。